# Dicentrines debilis
Dicentrines debilis är en skalbaggsart som beskrevs av Hermann Burmeister 1844. Dicentrines debilis ingår i släktet Dicentrines och familjen Melolonthidae. Inga underarter finns listade i Catalogue of Life.